# 2MASS J10071185+1930563
2MASS J10071185+1930563 ist ein Brauner Zwerg im Sternbild Löwe. Er wurde 2006 von Kuenley Chiu et al. entdeckt. Er gehört der Spektralklasse L8 an.